# Stazione di Sermide
Stazione di Sermide vasútállomás Olaszországban, Lombardia régióban, Sermide településen.

## Vasútvonalak
Az állomást az alábbi vasútvonalak érintik:
- Suzzara–Ferrara-vasútvonal

## Kapcsolódó állomások
A vasútállomáshoz az alábbi állomások vannak a legközelebb:
- Stazione di Vallazza-Carbonara di Po (Stazione di Suzzara, Suzzara–Ferrara-vasútvonal)
- Stazione di Felonica Po (Stazione di Ferrara, Suzzara–Ferrara-vasútvonal)